# Bombardowanie Kiwiroku
Bombardowanie Kiwiroku - seria nalotów przeprowadzona przez Indonezyjskie Siły Powietrzne przeciwko ludności cywilnej w dystrykcie Kiwirok w Kabupaten Pegunungan Bintang w Zachodniej Nowej Gwinei w październiku 2021.

## Kontekst historyczny
Po uzyskaniu niepodległości od Holandii, Indonezja rościła prawo do wszystkich zdobyczy Holenderskiego imperium na półwyspie Malajskim włączając wyspę Nowej Gwinei. Po kontrowersyjnym referendum w 1969 roku - Akcie wolnego wyboru, Ruch Wolnej Papui (OPM) rozpoczął wojnę partyzancką przeciwko rządowi Indonezji. OPM używa łuków i strzał oraz nieznacznej ilości nowoczesnej broni - karabinów i pistoletów podczas gdy siły zbrojne Indonezji używają dronów i helikopterów do bombardowania wiosek.
Indonezja podczas konfliktu w Nowej Gwinei wielokrotnie popełniała akty podchodzące pod definicje ludobójstwa konwencji w sprawie zapobiegania i karania ludobójstwa z 1948 roku.
Rząd Indonezji używa farm botów do manipulacji informacji na temat konfliktu co pokazał przedstawiając dziennikarkę Kirsten Felice jako terrorystkę na podstawie sfałszowanych zdjęć.

## Bombardowanie
10 października 2021, 14 bomb zostało zrzuconych na 2 budynki włączając lokalną siedzibę OPM. Następnie według sekretarza Papuańskiego Zgromadzenia Ludowego - Timotiusa Murib seria bombardowań trwała do 24 października obejmując obszary cywilne w 4 wsiach na które zrzucono 42 bomby. Naoczni świadkowie zdobyte przez BBC Indonesia potwierdzają to świadectwo podczas gdy następne raporty mówią o 9 wioskach objętych bombardowaniem : Depsus, Kotopib, Fomdin, Pemas, Lolim, Delepkrin, Kiwi, Kiwi stacja , and Babinbahkon. 
Według informacji uzyskanych przez gazetę Tempo, potwierdzonych przez siły indonezyjskie, w bombardowaniach użyto moździerzy Krušik produkcji serbskiej. Zeznania świadków wskazują, że do przeprowadzenia bombardowań użyto 4 śmigłowców, a także jednego drona. Według Conflict Armament Research, Indonezyjska Państwowa Agencja Wywiadowcza (BIN) zakupiła około 2500 moździerzy w lutym 2021 r. Zakupione moździerze zostały zmodyfikowane w Indonezji. Powstały również pytania, czy bomby zrzucono z samolotów BIN czy TNI, co według Serbii stanowiłoby naruszenie umowy o zakupie amunicji. Późniejsze doniesienia stwierdziły również, że podczas bombardowań użyto również rakiet Thales FZ-68, podczas gdy dron został  zidentyfikowany jako chiński dron Ziyan Blowfish A3 na podstawie rysunków świadków.
Rząd Indonezji aktywnie zaprzecza iż ataki zostały przeprowadzone na ludności cywilnej i zrzuca wine na lokalne bojówki w tym też OPM.
Filmy dokumentalne stworzone przez kanał Paradise Broadcasting na platformie Youtube są jednym z niewielu świadectw konfliktu ze względu na ich położenie w dżungli. Osoby tworzące kanał Paradise Broadcasting zostały dwukrotnie przesłuchiwane przez rząd Papui-Nowej Gwinei ze względu na ich dokumentowanie konfliktu. Owe filmy sugerują że rząd Indonezji używał i nadal używa broni chemicznej szczególnie broni fosforowej jednak badania przeprowadzone w Australii są niekonkluzywne.